# Niebieskie Zaśnięcie Matki Bożej
Niebieskie Zaśnięcie Matki Bożej (biał. Блакітнае Успенне, ros. Голубое успение) − piętnastowieczna ikona przechowywana w zbiorach Galerii Tretiakowskiej, powstała najprawdopodobniej w Turowie.

## Opis i autorstwo ikony
Ikona przedstawia scenę Zaśnięcia Matki Bożej w zgodzie z kanonami malarstwa bizantyńskiego. Na pierwszym planie widoczne jest łoże, na którym spoczywa Maria, wokół niego gromadzą się pogrążeni w smutku Apostołowie. Ponad łożem stoi Jezus Chrystus, trzymając postać dziecka, wyobrażającą duszę jego matki. W niebiosach, ukazanych w górnej części ikony, aniołowie i prorocy z radością oczekują Matki Bożej. Dwie postacie aniołów podtrzymują postać Marii w otoku. Nazwa ikony odnosi się do błękitnego tła postaci Chrystusa i Maryi w niebiosach (pozostała część tła jest złota), co było powszechnie stosowane w ikonografii bizantyńskiej, stanowiło natomiast ewenement w ikonografii ruskiej. Z tego powodu przypuszcza się, że wizerunek napisał Andreas Ricos, ikonograf grecki, który spędził wiele lat w Wenecji, a następnie działał na Rusi, związanego ze szkołą italogrecką.

## Historia ikony
Ikona była pierwotnie przechowywana w Turowie. Na początku XVI w., gdy siedzibą biskupów turowsko-pińskich stał się Pińsk, wizerunek został przeniesiony do Monasteru Leszczyńskiego, także do cerkwi Zaśnięcia Matki Bożej. Umieszczenie obrazu w pińskim klasztorze zapoczątkowało szczególny kult święta Zaśnięcia Bogurodzicy w Pińsku. W 1914 ikona została przeniesiona do soboru katedralnego w Mińsku. Po rewolucji październikowej wizerunek trafił do galerii ikon w Galerii Tretiakowskiej.